# 돈 채스테인
돈 채스테인(영어: Don Chastain, 1935년 9월 2일 ~ 2002년 8월 9일)은 미국의 배우, 가수이다.
오클라호마시티에서 태어났으며 로스앤젤레스에서 사망하였다. 사인은 대장암이다.

## 영화
- 웨스트 윙 시즌1 (1999년)
- 블랙 대부 (1974년)
- 원 라이프 투 리브 (1968년)
- 하와이 5-0수사대 (1968년)
- FBI (1965년)
- 애즈 더 월드 턴즈 (1956년)